# Fernando Guerrero Ramírez
Fernando Guerrero Ramírez (ur. 14 września 1981 w mieście Meksyk) – meksykański sędzia piłkarski. 
Profesjonalną karierę arbitra rozpoczynał w 2007 roku, prowadząc mecze drugiej ligi meksykańskiej – Primera División A. Sporadycznie był także rozjemcą spotkań czwartej i trzeciej ligi, jak również rozgrywek do lat 15 i 20. W ojczystej Primera División de México zaczął sędziować w wieku 28 lat – zadebiutował w niej 24 lipca 2010 w zremisowanej 0:0 konfrontacji Guadalajary i Puebli.